# Ablaxia crassicornis
Ablaxia crassicornis är en stekelart som först beskrevs av Thomson 1878.  Ablaxia crassicornis ingår i släktet Ablaxia och familjen puppglanssteklar. Arten är reproducerande i Sverige. Inga underarter finns listade i Catalogue of Life.